# Tony Randel
Tony Randel, alternativamente chiamato Anthony Randel (Los Angeles, 26 maggio 1956), è un regista, sceneggiatore e montatore statunitense.

## Vita privata
Attualmente è sposato con Eugenia Vasels dal 26 marzo 1996 con quattro figli.

## Premi

### Fantasporto
- 1 Nomination (1989): Premio Internazionale Miglior Film Fantasy, per Hellbound: Hellraiser II - Prigionieri dell'Inferno;
- 1 Nomination (1993): Premio Internazionale Miglior Film Fantasy, per Children of the Night;

## Filmografia

### Regista
- Def-Con 4 (1985)
- Hellbound: Hellraiser II - Prigionieri dell'Inferno (Hellbound: Hellraiser II) (1988)
- Inside Out (1992)
- Inside Out II (1992)
- Amityville 1992: It's About Time (1992)
- Infested (1993)
- Joe Bob's Drive-In Theater - serie TV, 1 episodio (1995)
- Il ritorno di Kenshiro (Fist of the North Star) (1995)
- Ein Tödliches Vergehen (1995) - film TV
- Circostanze pericolose (One Good Turn) (1996)
- Rattled (1996) - film TV
- Power Rangers in Space (1998) - serie TV
- Intrigo a Berlino (Assignment Berlin) (1998)
- An Interview with Doctor Paul McAndrews (2001)
- Beyond Belief: Fact or Fiction - serie TV, 18 episodi (1998-2002)
- The Double Born (2007)

### Sceneggiatore
- Godzilla (1984)
- Grunt! The Wrestling Movie (1985)
- Children of the Night (1991)
- Inside Out (film 1992) (1992)
- Inside Out II (1992)
- Hellraiser III (Hellraiser III: Hell on Earth) (1992)
- Il ritorno di Kenshiro (Fist of the North Star) (1995)
- The Double Born (2007)

### Montatore
- I magnifici sette nello spazio (Battle Beyond the Stars) (1980)
- Space Raiders (1983)
- Hellraiser (Clive Barker's Hellraiser) (1987)
- Hellbound: Hellraiser II - Prigionieri dell'Inferno (Hellbound: Hellraiser II) (1988)
- An Interview with Doctor Paul McAndrews (2001)
- Mia thalassa makria (2004)
- The Double Born (2007)

### Effetti speciali visivi
- I magnifici sette nello spazio (Battle Beyond the Stars) (1980)
- Saturday the 14th (1981)
- Il pianeta del terrore (Galaxy of Terror) (1981)

### Produttore
- Gojira (1984)
- Grunt! The Wrestling Movie (1985)

### Compositore
- The Double Born (2007)